# Aphrodisium gregoryi
Aphrodisium gregoryi es una especie de escarabajo longicornio del género Aphrodisium, tribu Callichromatini. Fue descrita científicamente por Podaný en 1971.
Se distribuye por China. Mide 28 milímetros de longitud. El período de vuelo ocurre en el mes de julio.